# Serket

Serket

Serket var fertilitetens, naturens, djurens, magins och medicinens gudinna i egyptisk mytologi. Hon åkallades särskilt för att hela giftiga stick och bett. Hennes symbol är en skorpion.